# Praški lingvistični krožek
Praški lingvistični krožek ali Praško šolo je leta 1926 v Pragi ustanovil Vilém Mathesius. Med drugimi so bili njegovi sodelavci Jan Mukařovský, Roman Jakobson in Bohumil Trnka. Člani šole so v letih 1928–1939 razvili metode strukturalistične literarne analize in teorijo knjižnega jezika. Izhodišča Praškega lingvističnega krožka so imela močan vpliv na ustvarjanje temeljnih čeških normativnih priročnikov, češko jezikoslovje pa je postalo zgled teoretičnega jezikoslovnega dela.
Praški lingvistični krožek je kmalu po nastanku narasel v mednarodno združenje z okrog 50 člani. Med najpomembnejše sodijo Vladimir Trubeckoj, Dmitrij Čiževski, Felix Vodička in Jan Mukařovský. Krožek je bil eden izmed evropskih centrov strukturalne lingvistike, kjer so poleg lingvistike razpravljali tudi o vprašanjih poetike oziroma literarne vede. Na srečanjih krožka so predavali znameniti gostje, kot so Edmund Husserl, Boris Tomaševski, Rudolf Carnap in Emile Benveniste.
Leta 1929 je Roman Jakobson definiral pojem "strukturalizem" in ga določil kot vodilno idejo sodobnih znanosti in kot epistemološko stališče Praškega lingvističnega krožka. Praški strukturalizem pa se še ni razvil v občo humanistično in družboslovno metodo, temveč se je omejeval na področje lingvistike, predvsem na fonologijo. Širši vpliv je dosegel po drugi svetovni vojni zunaj krožka s posredovanjem Romana Jakobsona.

## Definiranje knjižnega jezika
Praška šola je nastala kot odgovor na pozitivistično jezikoslovje, predvsem na mladogramatično šolo, ki je proučevala narečja s stališča zgodovinskega razvoja (t. i. naravni jezik) in jezik proučevala diahrono. Praški lingvistični krožek pa je po besedah Květoslava Chvatíka »postavil proti prevladujočim nazorom mladogramatične šole z njenim opisnim historizmom sinhronični vidik, stališče dinamičnega, funkcijskega sistema, združenega z živim predivom notranjih odnosov   ̶  ob naslonitvi na ideje Ferdinanda de Saussura in Baudouina de Courtenaya«. Krožek je jezik raziskoval sinhorno, v središče svojega proučevanja pa je postavil knjižni jezik in njegovo sočasno podobo.
Knjižni jezik so opazovali skozi funkcijski vidik, po katerem je jezik sistem premišljenih jezikovnih sredstev. Jezikovna sredstva so bila vrednotena s stališča funkcije, kako bodo ustrezala namenu besedila, medtem ko estetika, pravilnost in jasnost niso igrali pomembne vloge.
Novonastala teorija knjižnega jezika in ideje krožka so bile zajete v Tezah Praškega lingvističnega krožka, ki so nastale ob prvem kongresu češkoslovaških profesorjev filozofije, filologije in zgodovine leta 1929.

## Vpliv na razvoj slovenskega jezikoslovja

### Pred drugo svetovno vojno
Praški lingvistični krožek je imel s svojimi idejami na slovenske jezikoslovce močan vpliv. Božidar Borko leta 1932 poroča o zborniku Spisovná čeština a jazyková kultura, leta 1936, 1937 in 1938 pa v Jutru redno poroča o reviji Slovo a slovesnost in o delu praških jezikoslovcev. Borkovo stališče je, da je ustaljeni knjižni jezik znak kulturne zrelosti in zaključenosti in da potrebam po pismenem jeziku za vsakdanjo rabo ljudski jezik ne zadostuje. Knjižni jezik bi moral biti po njegovem mnenju pod avtoritativno jezikovno oblastjo.
Metodologija dela Praške šole je imela vpliv tudi na slovenski pravopis Antona Breznika in Frana Ramovša iz leta 1935. Breznik je priznal, da sta se z Ramovšem zgledovala po češkem pravopisu (1926).
Teorija Praškega lingvističnega krožka je odprla vprašanje glede razvoja slovenskega jezika v 30. letih 20. stoletja: jezik je prevzemal nove vloge v okolju in je potreboval temu potreben razvoj. Na eni strani so bili zagovorniki čiste in samozadostne slovenščine, ki naj tvori čim manj novega besedja. Njihovi nasprotniki pa so bili mnenja, da se mora jezik odzvati na duh časa, ustrezati potrebam okolja in se razvijati. Delo jezikoslovcev naj bi bilo samo to, da spremljajo jezik in ga popravljajo, kjer je to potrebno. Popolno in zgolj funkcijsko vrednotenje jezikovnih sredstev pa v slovenskem prostoru nikoli ni moglo biti tako uspešno kot v češkem jezikovnem okolju. Na Slovenskem je prevladovala potreba po uravnoteženosti med ljudskim jezikom in njegovim razvojem, da bi ustrezal potrebi govorcev.

### Po drugi svetovni vojni
Po drugi svetovni vojni se je slovenski prostor še bolj odprl teorijam Praškega lingvističnega krožka. Leta 1965 je revija Jezik in slovstvo objavila članek Aloisa Jedlička Teorija praške šole o knjižnem jeziku, leta 1969 sledi predavanje člana Praške šole, Bohuslava Hávraneka, na Filozofski fakulteti o teoriji knjižnega jezika. Za učenca praške jezikoslovne šole in njene teorije jezikovne kulture se ima Boris Urbančič, ki ravno tako kot Praški lingvistični krožek ni naklonjen jezikovnemu purizmu, zagovarja pa funkcijski vidik kot ustrezno in znanstveno merilo, ki s kriterijem splošne rabe in primernosti zagovarja stalnost in enotnost knjižnega jezika. Praška šola je povod slovenskemu jezikoslovju (Boris Urbančič, Viktor Majdič, Ada Vidovič Muha, France Novak, Tomo Korošec), da si ustvari nov pogled na jezik in predvsem v drugi polovici 60. let nasprotuje jezikovnemu purizmu.